# 滝川発電所
滝川発電所（たきかわはつでんしょ）は北海道滝川市泉町135番地にあった北海道電力の石炭火力発電所。この記事では、同発電所の後身である滝川テクニカルセンター（たきかわてくにかるせんたー）についても記述する。

## 概要
滝川町が北海道人造石油の後身である滝川化学工業跡地の活用策として火力発電所の誘致活動を行い、北海道電力が産炭地に近く石狩川から冷却水を容易に取り込める事から建設を決定。電源開発五カ年計画の一環として1号機56.5億円・2号機46.5億円の総工費103億円で計画され、1960年3月に1号機が運転開始。その後総工費43億円で3号機も建設された。
1基7.5万kWは当時全国的には平均的なものの北電としては過大な規模の出力だったが、スケールメリットを考慮し同規模で維持された。高さ85mの3本の煙突は滝川市のシンボルとして親しまれ、見る方向によって本数が変わることから「お化け煙突」とも呼ばれていた。
1955年に完成した砂川第二発電所のシステムを元に大容量・高効率化を図り北電では初の再熱式タービンの採用で熱効率を約36%に高め、運転データ自動記録装置の設置や集塵設備の機械・電気併設化、フライアッシュのセメント混和剤としての販売といった先進的な方策をとり本発電所のシステムはその後の新江別発電所、奈井江発電所に生かされた。
1970年代後半に入ると償却年数の15年間・設計利用時間の10万時間を大幅に越え整備費用やトラブルが増加し、また内陸部に位置する為近代化の為の大型発電機器の搬入が困難な事から1987年に廃止の方針が公表され、泊原子力発電所の稼働を控えたこともあり、1号機が1988年（昭和63年）3月31日、2・3号機が1989年（平成元年）3月31日をもって廃止された。
廃止後は北海道電力（現・北海道電力ネットワーク）滝川テクニカルセンターとして技術系社員教育の育成の場となっており送電設備の模擬施設を設ける他、3号発電設備の主要部分が教育材料として現存している。

## 廃止された発電設備
- 敷地面積：182,876平米[9]
- 本館建築面積：6,305.4平米[9]
- 本館延床面積：25,751.9平米[9]

1号機
定格出力：7.5万kW
使用燃料：石炭（国内炭）
ボイラー：バブコック日立
タービン・発電機：日立製作所
営業運転期間：1960年3月8日 - 1987年4月1日
総発電量：約112億500万kwh
2号機
定格出力：7.5万kW
使用燃料：石炭（国内炭）
ボイラー：石川島播磨重工業
タービン・発電機：東京芝浦電気
営業運転期間：1961年5月12日 - 1987年10月1日
総発電量：約114億8,700万kwh
3号機
定格出力：7.5万kW
使用燃料：石炭（国内炭）
ボイラー：バブコック日立
タービン・発電機：日立製作所
営業運転期間：1962年1月12日 - 1988年12月1日
総発電量：約113億4,100万kwh
滝川第二発電所
定格出力：4万kw
使用燃料：灯油
営業運転期間：1969年10月25日 - 1973年1月20日

## 沿革
- 1953年 - 滝川町が滝川化学工場跡地の利用策として北海道電力の火力発電所建設計画を知り誘致運動を開始[1]。
- 1954年[1]
  - 10月22日 - 北海道電力と滝川町が発電所用地売買の覚書を交わす。
  - 12月24日 - 北海道電力が発電所用地として旧滝川化学工業跡地約18万3000平米を購入[1]。
- 1956年[1] - 発電所予定地内の旧日本人造石油青年学校を用いた滝川第一小学校滝泉台分教場を廃止、4月に新設校西小学校へ移管。その後人造石油時代からの社宅も上水道供給計画外のため立ち退き。
- 1957年
  - 4月23日 - 第22回電源開発調整審議会にて滝川発電所1号機の新設を承認[1]。
  - 9月16日 - 日立製作所に発電機器を発注。
  - 10月 - 敷地測量・整地など基礎工事を終了[10]。
- 1958年[1]
  - 4月7日 - 滝川火力発電所建設所開設。
  - 5月1日 - 発電所着工。
  - 6月1日 - 地鎮祭開催。
  - 7月9日 - 第25回電源開発調整審議会にて2号機の増設を承認。
  - 8月3日 - 立柱式開催、1・2号機本格着工。
- 1959年[1]
  - 3号機増設を計画。
  - 5月 - 管理事務所完成。
- 1960年[1]
  - 1月29日 - 1号機試運転開始。
  - 3月1日 - 滝川発電所設置。
  - 3月8日 - 1号機仮使用認可、営業運転開始。
  - 5月7日 - 1号機本使用認可。
  - 5月31日 - 第29回電源開発調整審議会にて3号機増設を承認。
  - 7月29日 - 3号機着工。
  - 12月24日 - 発電所冷却温排水を用いた滝川駅構内流雪溝の使用を開始。
- 1961年[1]
  - 5月12日 - 2号機仮使用認可、営業運転開始。
  - 7月11日 - 2号機本使用認可。
- 1962年[1]
  - 1月 - フライアッシュ採取装置完成。
  - 1月12日 - 3号機仮使用認可、営業運転開始。北海道電力の発電容量のうち火力発電の比率が過半数を超える。
  - 3月13日 - 3号機本使用認可。
  - 4月 - 北電興業が滝川フライアッシュ工場を発電所内に開設。
  - 5月 - 初の石炭灰利用策商品としてセメント混和フライアッシュを日本セメント上磯工場へ出荷。
  - 10月24日 - 第3回建築業協会賞受賞。
- 1963年12月 - 日東肥料化学工業を通じて石炭灰利用の特殊肥料「グリーンアッシュ」の販売を開始[1]。
- 1968年[1]
  - 利用会社減少に伴う専用線料金の増大により鉄道貨車での石炭受け入れを停止。
  - 4月28日 - 第48回電源開発調整審議会にて予備・緊急用の発電を目的とした滝川第二発電所（ガスタービン・4万kw）の新設を承認。
  - 8月 -　滝川第二発電所着工。
- 1969年10月25日 - 第二発電所営業運転開始[1]。
- 1970年 - 昌運工業に委託し鉄道貨車での石炭受け入れを再開、アント式牽引車を用いる等経済的な運営とした[1]。
- 1971年[1]
  - 4月 - ラウネ川での灰捨てを開始。
  - 夏季 - 石炭試料抽出装置を導入、石炭の品質検査を機械化[11]。
  - 8月4日 - 1号機にパラクロン式集塵装置を設置。
  - 9月13日 - 滝川市と公害防止協定を締結。
- 1972年[1]
  - 4月 - 騒音規制法に基づき発電所と周辺地域を騒音規制地域に指定。
  - 9月28日 - 硫黄酸化物連続測定装置設置。
  - 12月27日 - 2号機にパラクロン式集塵装置を設置[1]。
- 1973年[1]
  - 1月20日 - 第二発電所廃止、前年12月の大雪被害に伴う末端地区電力供給の信頼性向上のため同発電所の施設を稚内市へ移設。
  - 1月31日 - 滝川市が面積12.6ha・灰山高さ10mの旧残灰置き場「藤沢廃捨地」を公園用地として借り受ける。
  - 8月11日 - 1号機にパラクロン式集塵装置を設置。
- 1974年12月 - 旧残灰置き場に高さ11mのスキー山「北電公園スキー場」完成[1]。
- 1975年[1]
  - 6月6日 - 窒素酸化物連続測定装置設置[1]。
  - 6月29日 - 北電公園野球場完成。
  - 12月13日 - 3号機ボイラーに低NOxバーナー設置。
- 1976年[1]
  - 10月 - 3号機のタービンローターが折損。
  - 10月20日 - 北電公園遊技場完成。
- 1977年4月15日 - 1号機ボイラーに低NOxバーナー設置[1]。
- 1979年12月6日 - 滝川市内で行われた電気料金改定民間公聴会にて北電の岡本常務が老朽化に伴う将来の発電所廃止を示唆する[1]。
- 1980年5月1日 - 2号機ボイラーに低NOxバーナー設置[1]。
- 1981年11月2日 - 北電公園竣工[1]。
- 1982年12月 - 2号機ボイラー後部水冷壁管が損壊[1]。
- 1985年[1]
  - 1月 - 石炭トラック用自動計量装置導入。
  - 11月 - 2号機の第五微粉炭機回転ドラム端部が破断。
- 1987年[1]
  - 1月31日 - 北海道電力中野友雄社長が滝川発電所の来年度以降廃止を発表。
  - 3月1日 - 滝川駅からの石炭輸送専用線を廃止。
  - 4月1日 - 1号機発電休止。
  - 4月7日 - 1987年度電力施設計画にて1号機の翌年3月、2・3号機の1989年3月廃止を発表。
  - 10月1日 - 2号機発電休止。
- 1988年[1]
  - 3月31日 - 1号機廃止。
  - 4月28日 - 3号機を再活用した北海道電力総合技術研修センター設置計画を発表。
  - 11月 - 滝川駅流雪溝廃止。
  - 11月28日 - トラックでの石炭受け入れを終了。
  - 12月6日 - フライアッシュ工場閉所。
  - 12月1日 - 3号機発電休止。
- 1989年
  - 1月11日 - 2・3号機廃止許可を申請、3月に認可[1]。
  - 3月24日 - 発電所閉所式実施[12][13]。
  - 3月31日 - 2・3号機廃止、発電所閉所[1]。

滝川テクニカルセンター
- 1990年[12]
  - 10月4日 - 技術研修施設「滝川テクニカルセンター」開設、総事業費約70億円を投じ研修棟・管理棟・宿泊棟や134本の電柱による配電実習場を造成し技術・情報処理の2分野の研修を行うとした[14]。
  - 12月21日 - 旧発電所敷地の一部を滝川市へ寄贈。
- 1991年11月末 - 3本の旧発電所煙突の解体を終了[5]。
- 1993年
  - 5月 - 外壁補修工事着工[15]。1994年までの工期で都会的・若々しさ・爽やかさをイメージした青と灰色の配色とグライダーをイメージしたデザインに変更[15][16]。
  - 9月 - 燃料電池実験設備着工[15]。
  - 11月15日 - 敷地内で太陽光発電システム（63kW）の運用を開始[12]。3900平米の敷地に900枚のパネルを設置[17]。
- 1994年9月21日 - 燃料電池（200kW）運転開始[12]。
- 1998年3月 - 水力発電研修設備「教育研修用水力プラント設備」を竣工[18]。
- 2012年11月 - 滝川市と災害時における避難所等施設利用協定を締結[19]。
- 2020年4月 - 送配電子会社の北海道電力ネットワークに移管される。